# Francisco Gabriel Escudero i Martínez
Francisco Gabriel Escudero i Martínez conegut com a Paquito (Rafal, 24 de març de 1966), és un exfutbolista valencià. Va jugar de migcampista en Primera Divisió d'Espanya amb l'Hèrcules CF, i va completar 10 temporades en l'equip alacantí.

## Trajectòria
Criat des de molt petit en el barri alacantí de la Florida, però nascut a Rafal perquè la seva mare volia donar a llum en el seu entorn familiar. Va començar a donar les primeres puntades al baló en l'equip del seu barri, l'Agrupació Esportiva Betis Florida. En aquest club va jugar en totes les categories existents en el futbol base: benjamí, aleví, infantil, cadet i juvenil.
Als 19 anys va fitxar per l'Alacant CF en aquells dies en Tercera Divisió, on va passar 4 temporades a gran nivell. El CD Benidorm va ser la seva pròxima destinació, allí va estar una temporada, estant d'entrenador Quique Hernández i Aniceto Benito de president, amb els quals hi coincidiria posteriorment en l'Hèrcules CF.
El conjunt benidormer va aconseguir eixa temporada l'ascens a Segona Divisió B. Això li va valer perquè Joaquín Irles, llavors Secretari Tècnic de l'Hèrcules CF, es fixés en ell i el va fitxar el 1990 quan Paquito tenia 24 anys. Es va consolidar com a jugador del primer equip herculà després d'obtenir l'ascens a Segona Divisió de la mà de l'entrenador Quique Hernández en la temporada 1992/93.
Va ser el segon capità de l'equip herculà per darrere de Parra, i després de la retirada d'aquest va esdevenir el capità. Es va guanyar l'afecte i respecte de l'afició blanc-i-blava, on va ser un dels grans ídols de l'equip en els anys 90. Va debutar en Primera Divisió l'1 de setembre de 1996, en un Hèrcules CF-CF Extremadura (2-1). Va disputar l'encontre completa.
En la seva única temporada (temporada 1996/97) com a jugador en Primera Divisió va ser el segon jugador de l'Hèrcules CF que més minuts va jugar, només superat per Dubravko Pavličić. Els seus registres van ser: 3.080 minuts jugats en 36 partits, va veure 16 targetes grogues i va marcar 3 gols.
Després del descens, en la temporada 1997/98 va jugar 3.172 minuts en 38 partits, i va ser imprescindible per a Quique Hernández i després de la seva destitució, a la jornada 10, per a David Vidal. La temporada 1998/99 l'Hèrcules CF va descendir a Segona B, Paquito va jugar 29 partits i va marcar 4 gols. En aquesta temporada va contribuir menys que a les passades, i ja s'albirava al jove canterà Manolo Martínez com el seu substitut.
De retorn a Segona Divisió B va complir regularment fins que va arribar la jornada 26 1999/00. Un xoc en el centre del camp amb el valencianista Luis San Julián, va suposar una greu lesió de la ròtula que el va mantenir retirat dels terrenys de joc durant aquesta temporada i la següent, fins que fet i fet va significar el seu comiat com a jugador de futbol. Paquito es va retirar definitivament al maig de 2001.
L'agost de 2003 es va realitzar un partit homenatge contra el València CF. Paquito va jugar part del partit, lluint el dorsal 20 que sempre va dur en l'equip blanc-i-blau.
Després de "penjar les botes", va entrar en la secretaria tècnica de l'Hèrcules CF i va passar a ser el segon entrenador del club després de l'arribada de Javier Subirats com a director esportiu. Va ser segon entrenador de José Carlos Granero, Juan Carlos Mandiá, José Bordalás i Josu Uribe. Després de la destitució de l'asturià Uribe, Paquito va ser entrenador herculà fins a la conclusió de la temporada 2006/07.
La temporada 2007/08 va tornar a passar als despatxos, com ajudant en la secretaria tècnica fins que al febrer de 2008, després de l'acomiadament de Javier Subirats, va passar a ser el nou director esportiu dintre d'una comissió formada també per Manolo Alfaro i l'economista José Juan Asó.